# Trương Minh Tuấn
Trương Minh Tuấn (sinh 23 tháng 9 năm 1960) là một cựu chính trị gia người Việt Nam. Ông từng là cựu Phó trưởng Ban Tuyên giáo Trung ương Đảng Cộng sản Việt Nam, cựu Ủy viên Ban Chấp hành Trung ương Đảng Cộng sản Việt Nam khóa XII, cựu Bí thư Ban cán sự Đảng Bộ Thông tin và Truyền thông nhiệm kỳ 2016 - 2021, cựu Bộ trưởng Bộ Thông tin & Truyền thông (2016 - 2018). Ngày 23 tháng 7 năm 2018 ông bị Chủ tịch nước Việt Nam Trần Đại Quang tạm đình chỉ chức vụ Bộ trưởng Bộ Thông tin và Truyền thông do có vi phạm nghiêm trọng trong thương vụ mua bán cổ phần giữa Mobifone và AVG.
Ngày 23 tháng 2 năm 2019, Trương Minh Tuấn bị bắt với tội danh Vi phạm quy định về quản lý và sử dụng vốn đầu tư công gây hậu quả nghiêm trọng.
Ngày 12 tháng 4 năm 2019, Trương Minh Tuấn tiếp tục bị Cơ quan Cảnh sát điều tra thuộc Bộ Công an Việt Nam ra quyết định khởi tố bổ sung về tội danh "Nhận hối lộ" theo Khoản 4, Điều 354 của Bộ luật hình sự hiện hành tại Việt Nam.

## Xuất thân
Ông sinh ra và học phổ thông ở thành phố Đồng Hới, tỉnh Quảng Bình. Ông có quê quán tại Phường 1, thành phố Đà Lạt, tỉnh Lâm Đồng.
Cha ông là Trương Minh Phương (1931-2011), là một nhạc sĩ và nhà viết kịch. Ông Trương Minh Phương sinh ra ở tỉnh Bình Định.

## Giáo dục
4/1980 - 6/1984: Học viên Trường Sĩ quan Chính trị.
7/1985 - 7/1986: Học viên Chuyên Ban Triết học, Trường Sỹ quan Chính trị.
Ông có bằng tiến sĩ Chính trị học và bằng Cao cấp lí luận chính trị Đảng Cộng sản Việt Nam.

## Sự nghiệp
9/1978 - 3/1980: Chiến sỹ E 853 Quân khu 4.
4/1980 - 6/1984: Học viên Trường Sĩ quan Chính trị.
6/1984 - 6/1985: Trung úy, Bí thư Chi bộ, Chính trị viên đại đội Trung đoàn 462, Sư đoàn 338, quân đoàn 14, Quân khu 1.
7/1985 - 7/1986: Trung úy, Học viên Chuyên Ban Triết học, Trường Sỹ quan Chính trị.
7/1986 - 7/1987: Thượng úy, Giảng viên Triết học Marx-Lenin, Trường Sỹ quan Kỹ thuật Quân khí thuộc Tổng cục Kỹ thuật, Bộ Quốc phòng.
7/1987- 7/1988: Ủy viên Ban chấp hành Đảng bộ, Chủ nhiệm Ủy ban Kiểm tra Đảng ủy Ban Tuyên huấn Tỉnh ủy Bình Trị Thiên; Phó Bí thư Chi bộ Tuyên truyền -Thông tấn xã, Chuyên viên Ban Tuyên huấn Tỉnh ủy Bình Trị Thiên.
7/1988 - 9/1998: Chi ủy viên Chi bộ Ban Tuyên giáo Tỉnh ủy Quảng Bình; Trưởng phòng Tuyên truyền, báo chí - Ban Tuyên giáo Tỉnh ủy Quảng Bình.
9/1998 - 3/2001: Chuyên viên chính Trung tâm Thông tin công tác Tư tưởng, Ban Tư tưởng - Văn hóa Trung ương.
4/2001 - 9/2002: Ủy viên Ban Chấp hành Đảng bộ Ban Tư tưởng - Văn hóa Trung ương; Bí thư Chi bộ,Phó Giám đốc Trung tâm Thông tin công tác Tư tưởng, Ban Tư tưởng - Văn hóa Trung ương.
10/2002 - 6/2003: Ủy viên Ban Chấp hành Đảng bộ Ban Tư tưởng - Văn hóa Trung ương;Quyền Vụ trưởng phụ trách Cơ quan Thường trực Ban Tư tưởng – Văn hóa Trung ương tại Thành phố Đà Nẵng.
7/2003 - 2/2006: Ủy viên Ban Chấp hành Đảng bộ Ban Tư tưởng - Văn hóa Trung ương; Vụ trưởng Trưởng Cơ quan Thường trực Ban Tư tưởng Văn hóa Trung ương tại Thành phố Đà Nẵng.
3/2006 - 4/2007: Ủy viên Ban Chấp hành Đảng bộ Ban Tư tưởng - Văn hóa Trung ương; Bí thư Chi bộ, Giám đốc Trung tâm Thông tin công tác tư tưởng, Ban Tư tưởng - Văn hóa Trung ương.
4/2007 - 8/2011: Ủy viên Ban Thường vụ Đảng ủy, Giám đốc Trung tâm Thông tin công tác tư tưởng Ban Tuyên giáo Trung ương.
8/2011 – 1/2014: Ủy viên Ban thường vụ Đảng ủy, Phó trưởng Ban Tuyên giáo Trung ương. Ủy viên Ban Chấp hành Trung ương Hội Cựu chiến binh Việt Nam, Chủ tịch Hội Cựu chiến binh Ban tuyên giáo Trung ương.
2/2014 - 9/2015: Ủy viên Ban cán sự Đảng, Bí thư Đảng ủy, Thứ trưởng Bộ Thông tin và Truyền thông, Ủy viên Ban chấp hành Trung ương Hội Cựu chiến binh Việt Nam.
10/2015 - đến tháng 4/2016: Ủy viên Ban chấp hành Đảng bộ Khối các cơ quan Trung ương, Ủy viên Ban cán sự Đảng, Bí thư Đảng ủy, Thứ trưởng Bộ Thông tin và Truyền thông; Ủy viên Ban Thường vụ Hội Nhà báo Việt Nam, Ủy viên Ban chấp hành Trung ương Hội Cựu chiến binh Việt Nam, Chủ tịch Hội Cựu Chiến binh Bộ Thông tin và Truyền thông. Tại Đại hội đại biểu toàn quốc lần thứ 12 của Đảng, ông được bầu vào Ban Chấp hành Trung ương Đảng Cộng sản Việt Nam khóa 12.
Ngày 9/4/2016: Tại kỳ họp thứ 11, Quốc hội khóa 13, được Quốc hội phê chuẩn, Chủ tịch nước bổ nhiệm giữ chức Bộ trưởng Bộ Thông tin và Truyền thông.
Ngày 27/7/2016: Tại kỳ họp thứ 1, Quốc hội khóa 14, được Quốc hội phê chuẩn, Chủ tịch nước bổ nhiệm giữ chức Bộ trưởng Bộ Thông tin và Truyền thông.
Sáng ngày 23 tháng 7 năm 2018, Chủ tịch nước Trần Đại Quang đã kí Quyết định số 1261/QĐ-CTN tạm đình chỉ chức vụ Bộ trưởng Bộ Thông tin - Truyền thông đối với ông Trương Minh Tuấn theo đề nghị của Thủ tướng Nguyễn Xuân Phúc.
Chiều ngày 23 tháng 10 năm 2018, Trương Minh Tuấn đã được Quốc hội phê chuẩn miễn nhiệm chức vụ Bộ trưởng Thông tin Truyền thông (tổng số đại biểu: 485, có mặt: 477, tán thành: 473).
Ngày 23/2, Cơ quan Cảnh sát điều tra (Bộ Công an) khởi tố bị can, tạm giam ông Trương Minh Tuấn.

## Những sai phạm và kỉ luật

### Vi phạm trong vụ Mobifone mua AVG
Từ ngày 28 đến 30/5/2018, Ủy ban Kiểm tra Trung ương đã xem xét, kết luận:
- Ông Trương Minh Tuấn, Ủy viên Trung ương Đảng, Bí thư BCSĐ, Bộ trưởng Bộ Thông tin và Truyền thông.

- Trong thời gian giữ cương vị Ủy viên BCSĐ, Thứ trưởng, ông cùng chịu trách nhiệm về những vi phạm, khuyết điểm của BCSĐ nhiệm kỳ 2011-2016. Ông đã vi phạm Những điều Đảng viên không được làm cụ thể là vì phạm rất nghiêm trọng nguyên tắc tập trung dân chủ, quy chế làm việc; thiếu trách nhiệm, buông lỏng lãnh đạo trong quá trình được phân công chỉ đạo thực hiện Dự án; ký Quyết định số 236/QĐ-BTTTT, ngày 21/12/2015 của Bộ Thông tin và Truyền thông phê duyệt Dự án và một số văn bản có liên quan trái quy định, có văn bản không thuộc nhiệm vụ được phân công.
- Với cương vị Bí thư BCSĐ, Bộ trưởng từ tháng 4/2016 đến nay, ông chịu trách nhiệm chính về các vi phạm, khuyết điểm của BCSĐ nhiệm kỳ 2016-2021.
- Những vi phạm của BCSĐ Bộ Thông tin và Truyền thông, ông Nguyễn Bắc Son, ông Trương Minh Tuấn, ông Phạm Đình Trọng, của Ban Thường vụ Đảng ủy Tổng công ty Mobifone và các đồng chí Lê Nam Trà, Cao Duy Hải là rất nghiêm trọng, vi phạm của ông Phạm Hồng Hải là nghiêm trọng, đã làm thất thoát lớn tài sản của Nhà nước, ảnh hưởng xấu đến hoạt động và quá trình cổ phần hóa của Tổng công ty Mobifone, đến uy tín của tổ chức đảng và Bộ Thông tin và Truyền thông, gây bức xúc trong xã hội, đến mức phải xem xét, xử lý kỷ luật.

Ngày 23/02/2019 ông cùng với ông Nguyễn Bắc Son (cựu bộ trưởng bộ Thông tin - Truyền thông) đã bị bắt giam vì vụ án này

### Kỉ luật
Ngày 12 tháng 7 năm 2018, Bộ Chính trị Ban Chấp hành Trung ương Đảng Cộng sản Việt Nam khóa 12 họp xem xét, thi hành kỷ luật ông Trương Minh Tuấn. Bộ Chính trị đã quyết định kỉ luật ông Tuấn với hình thức cảnh cáo và cho thôi giữ chức Bí thư Ban cán sự đảng Bộ Thông tin và Truyền thông nhiệm kỳ 2016 - 2021. Bộ Chính trị đã ra Quyết định số 806-QĐNS/TW ngày ngày 16 tháng 7 năm 2018 kỉ luật ông Tuấn. Tiếp đó, sáng ngày 23 tháng 7 năm 2018, Ủy viên Bộ chính trị, Chủ tịch nước Việt Nam Trần Đại Quang đã kí Quyết định số 1261/QĐ-CTN tạm đình chỉ chức vụ Bộ trưởng Bộ Thông tin - Truyền thông đối với ông Trương Minh Tuấn..

### Bị bắt giam
Ngày 23/2/2019, Cơ quan Cảnh sát điều tra (Bộ Công an) khởi tố bị can, tạm giam ông Trương Minh Tuấn. Hành vi của ông Trương Minh Tuấn phạm vào tội “Vi phạm quy định về quản lý và sử dụng vốn đầu tư công gây hậu quả nghiêm trọng”, với vai trò đồng phạm và tội “Nhận hối lộ” (nhận từ Phạm Nhật Vũ số tiền 200.000 USD).

### Khai trừ ra khỏi Đảng Cộng sản Việt Nam
Ủy ban Kiểm tra Trung ương Đảng Cộng sản Việt Nam khóa 12 tại kì họp thứ 39 (25-27 tháng 9 năm 2019) đã đề nghị Bộ Chính trị và Ban Chấp hành Trung ương Đảng Cộng sản Việt Nam khóa 12 xem xét, thi hành kỉ luật Trương Minh Tuấn với hình thức "khai trừ" ra khỏi đảng.
Chiều ngày 11 tháng 10 năm 2019, Ban Chấp hành Trung ương Đảng Cộng sản Việt Nam khóa 12 thông cáo báo chí cho biết đã khai trừ ông Trương Minh Tuấn (cùng với Nguyễn Bắc Son) ra khỏi Đảng Cộng sản Việt Nam tại Hội nghị lần thứ 11.

### Tội phạm
Tại phiên tòa sáng nay 20-12, Viện kiểm sát đề nghị bị cáo Trương Minh Tuấn 6-7 năm tù về tội vi phạm quy định về quản lý vốn đầu tư công gây hậu quả nghiêm trọng và 8-9 năm tù về tội nhận hối lộ 200.000 USD từ Phạm Nhật Vũ. Ông Tuấn bị cáo buộc ký quyết định phê duyệt dự án đầu tư dịch vụ truyền hình của MobiFone khi chưa có quyết định chủ trương đầu tư của Thủ tướng Chính phủ; chưa được cơ quan có thẩm quyền thẩm định về giá mua và hiệu quả đầu tư của dự án. Cụ thể, bị cáo Tuấn ký Công văn số 44 gửi Bộ Công an (đề xuất đưa dự án vào danh mục tài liệu “Mật”), ký Công văn 235 gửi Bộ Công an đề nghị cho ý kiến về dự án và lĩnh vực truyền hình liên quan đến: an ninh, chính trị, văn hóa, tư tưởng... Đặc biệt, bị cáo cũng là người ký Quyết định 236 phê duyệt Dự án đầu tư dịch vụ truyền hình của MobiFone dẫn đến việc MobiFone mua cổ phần AVG giá đắt gây thiệt hại cho nhà nước gần 6.600 tỉ đồng.

## Nhận xét
- Phê bình báo chí trong Vụ cá chết hàng loạt ở miền Trung Việt Nam 2016: "Một số cơ quan báo chí đã tích cực vào cuộc, giúp cơ quan có trách nhiệm kịp thời dự báo, cảnh báo người dân. Nhưng cũng có một số báo đưa tin thổi phồng quá mức, suy diễn thủ phạm, khi các cơ quan chức năng đang xem xét thì truy bức họ phải đưa ra nguyên nhân”.[25]
- Phê bình ý kiến của ông Võ Đăng Thiên, khi đó là Tổng Biên tập báo Bưu điện Việt Nam (hiện là Phó Tổng Biên tập báo Vietnamnet), cho rằng: "Một trong những khó khăn, thách thức lớn nhất hiện nay đối với người làm báo … là làm sao vừa thực hiện đúng chỉ đạo, pháp luật, định hướng của cơ quan chỉ đạo, … lại vừa thu hút được bạn đọc, hấp dẫn được bạn đọc. ", ông Tuấn nói: “đó là sự ngụy biện”. Ông khẳng định: “Không thuyết phục được bạn đọc là do trình độ và tài nghệ của người làm báo. Tài nghệ kém cỏi, làm ra những tác phẩm báo chí kém cỏi, không thu hút được người đọc rồi quay ra đổ lỗi cho định hướng của Đảng, thậm chí còn đổ lỗi cho việc tuân theo pháp luật. … đổ lỗi cho pháp luật quả là chuyện nực cười. Sự lãnh đạo của Đảng, sự quản lý của Nhà nước đối với báo chí không hề ngăn cản tự do ngôn luận, không hề ngăn cản thông tin đa chiều, càng không hề làm mất cá tính, phong cách và tài năng của những người làm báo”. Nhà báo Võ Văn Tạo phản biện phê bình này, cho biết: “Ở Việt Nam có những đề tài rất quan trọng, người dân rất quan tâm thì báo chí lại không được đụng tới. Cái đó là hàng tuần đều có sự giao ban báo chí hết. Do Ban Tuyên giáo Trung ương người ta giao ban. Họ sẽ nói nội dung cụ thể trong tuần tới, trong thời gian tới phải tập trung đưa về cái gì. Tức là tiết chế hoạt động báo chí một cách rất là khắt khe. Báo chí không có tự do. Có những đề tài công chúng rất thích lại bị cấm đoán thì làm sao mà hay." [26]

## Tác phẩm
- Phòng, chống “tự diễn biến”, “tự chuyển hóa” về tư tưởng trong cán bộ, đảng viên hiện nay (2016)[27]